# インディア・ペールエール

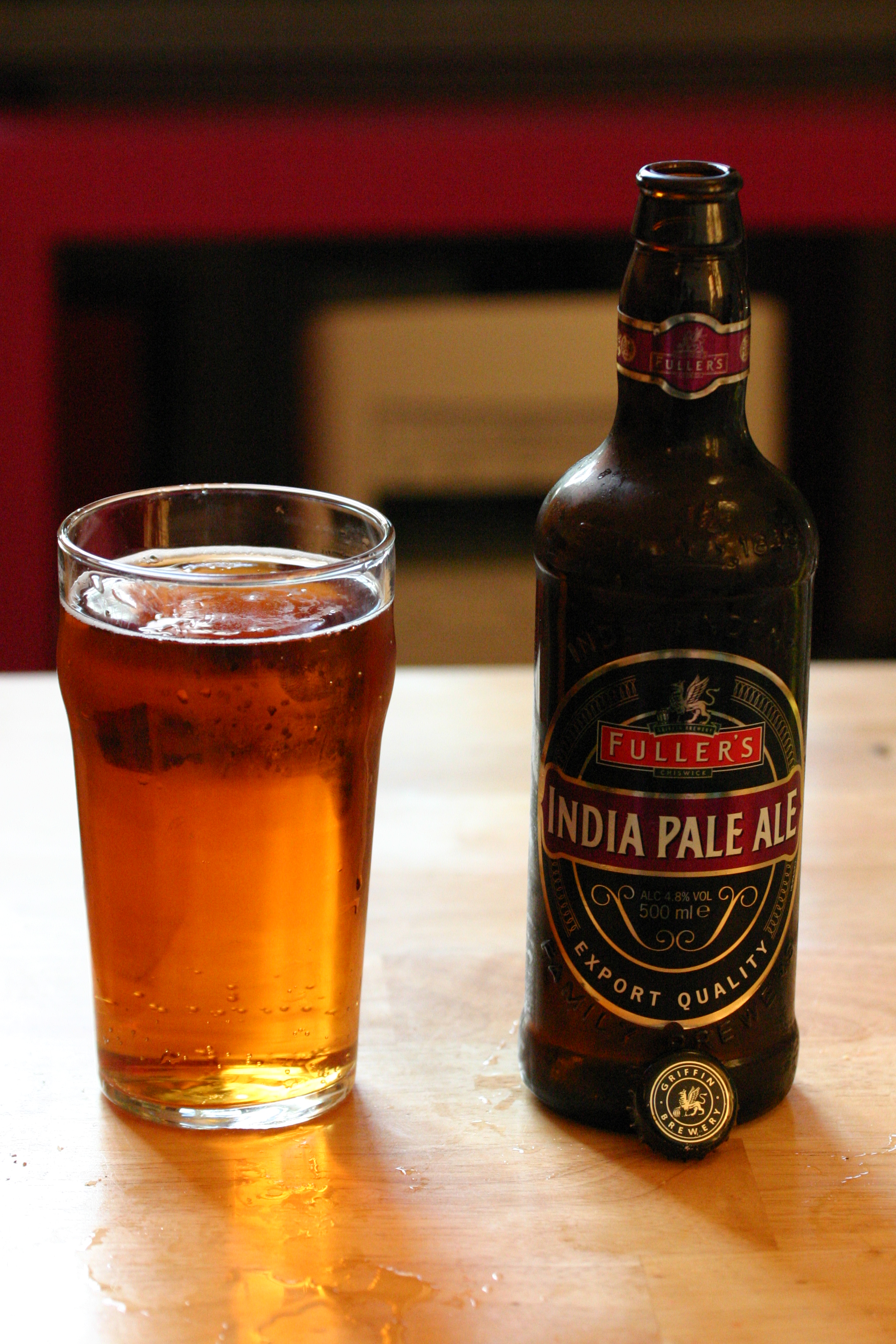
フラーズIPAのボトル

インディア・ペールエール (英語: India pale ale; IPAとも) は、中程度かそれよりもやや高いアルコール度数をもつエール。液色は銅のような明るい琥珀色。ホップの風味が強くて苦味がある。しばしば、麦芽のフレーバーを伴う。IPAは通常ペールエールのカテゴリに入れられる。

## 歴史

### 初期
IPAは、17世紀にあった初期のペールエールが起源である。元来、「ペールエール」という言葉は淡色麦芽から醸造されたエールを意味していた。18世紀初頭のペールエールはホップの風味が軽いビールであり、後の「ペールエール」とは非常に異なっていた。18世紀半ばまで、ペールエールは、コークスで煎られたモルトで製造されていた。麦芽製造過程で大麦があまり燻製されたり焙煎されたりしないために淡色のビールができたのである。ホップの苦み豊かな淡色のオクトーバービールはそのようなビールの一種で、国内で自ら醸造を行う地主階級のあいだで人気だった。これは醸造されたら2年間セラーで貯蔵するように作られていた。
最も早い時期からインドにビールを輸出していたことが知られている醸造者の一人は、ミドルセックスとエセックスの境界地域にあるボウ醸造所のジョージ・ホジソンだった。ボウ醸造所のビールは、18世紀の終盤、醸造所の立地と18ヶ月という寛大な支払い猶予期間のおかげで人気を得た。東インド商人たちは、いくつものホジソンのビールをインドに輸送した。オクトーバービールもその一つだった。オクトーバービールは、航行の条件がプラスに作用する例外的なビールで、インドの消費者のあいだでも好評だった。19世紀初め、ボウ醸造所はホジソンの息子達が経営者となったが、彼らの仕事のやり方は客離れを引き起こした。同じ頃、バートンのいくつもの醸造所がビールに対する新しい関税のためにロシア市場を失い、新たなビール輸出市場を探しているところだった。東インド会社の強い要請のもと、オールソップ醸造所は、ホジソンのインド輸出用ビールのスタイルであったホップの苦み豊かなペールエールを開発した。バスやソルトなど、バートンの他の醸造者も失われたロシア市場の代わりを強く求めており、素早くオールソップに追随した。おそらく醸造でバートンの水を使っていることが利点となって、バートンIPAは商人たちとインドの顧客に好まれた。
1840年頃、イギリスでは「インディア・ペールエール」として知られるようになった輸出用のペールエールに対する需要が増し、インディア・ペールエールはイギリスで人気商品となった。19世紀終盤、「インディア」と冠さなくなった醸造所もあったが、これらの「ペールエール」がそれ以前のIPAの特徴を保持していたことを示唆する記録が残っている。アメリカ、オーストラリア、カナダの醸造者はIPAと称するビールを1900年以前に製造したが、これらのビールが当時のイギリスのIPAと類似していたことを示唆する記録がある。
ホジソンのオクトーバービール様式は明らかにバートンの醸造者達のインディア・ペールエールに影響を及ぼした。ホジソンのビールは、当時醸造されていたほとんどのビールよりもわずかにアルコール度数が高いだけであり、強いエールとは見なされていなかっただろう。しかし、きちんと発酵された麦汁の割合が高いため、糖分がほとんど残っておらず、ホップの苦みが豊かだった。しかし、IPAは当時のビールよりずっと強かったという通説は神話でしかない。さらに、その頃インドに輸送されたポータービールも航行に耐えられたので、「ホジソンは航行に耐えるようにビールを考案したのであり、他のビールは長旅に耐えることができなかった」という通説もおそらく間違いである。明らかにインディア・ペールエールは1860年頃までにはイングランドで広く醸造されており、ポーターや他の多くのエールよりも発酵度が高く、ホップを多く加えられたビールとなっていた。

### 近年

#### イギリス
イギリスではIPAという名前はアルコール度数の弱いビールに良く使われる。例えば、Greene King IPAやCharles Well IPAなどである。アルコール度数4％以下のIPAは、イギリスでは、少なくとも1920年代から醸造されている。度数の強いアメリカ風のIPAを醸造する醸造所もある。例えば、Meantime Brewery IPA, Dark Star APAやFreeminer Trafalgar IPAなどである。
2002年には、カレドニア醸造所(Caldonian Brewery)のDeuchars IPAがロンドンで開かれた英国ビールフェスティバル(GBBA)でCAMRA Spreme Champion Beerの称号を得た。同年、ホプデモン醸造所(Hopdaemon Brewery)のSkrimshander IPAがケントビールフェスティバルで優勝した。Skrimshanderは、ケントのファッグルとゴールディングで醸造されている。

#### ワールドワイド
カナダで人気が高いのは、1820年にハリファックスに設立されたアレキサンダー・キースのIPAである。しかし、これは本当のIPAというよりは現代風に飲みやすくアレンジされたものだ、と言うビア・ジャッジもいる。ハリファックスのPropeller Brewery、Garrison Brewing、Rogue's Roost、Granite Breweryといった小規模な醸造所はもっと伝統的な風味のIPAを生産している。
ニュージランドではオークランド北西のリバーヘッドのHallertau Brewbar and Restaurant、ワイララパ地方のPeak Brewery等がIPAを生産している。
イスラエルではDancing CamelがIPAを生産している。

#### アメリカ
イギリス発祥のIndia Pale Aleが現在普及しているアメリカンIPAの始祖であると考えることは歴史的に見て妥当である一方で、直線的に発展しイギリスの延長線上にアメリカがあると考えるのはその外観や風味、苦みの強さ等から考えて難しいと言わざるを得ない。ビール品評会で使用される著名なビアスタイルガイドラインであるBeer Judge Certification ProgramにおけるIPAの説明によると、『IPAという用語は、歴史的にどのビールもインドには進出しておらず、多くは淡色ではないため、意図的に「インディア・ペールエール」とは表記していない。しかし、IPAという用語は、現代のクラフトビールにおいてバランスを定義するスタイルとして定着している。』とされる。IPAはIndia Pale Aleの略称ではなく、IPAという固有名詞として切り離して理解するものだということを示していると考えるのが妥当である。つまり、イギリス由来ではあるものの、独自の進化を遂げ既に全く別のものになっているので区別される。
The IPA category is for modern American IPAs and their derivatives. This does not imply that English IPAs aren’t proper IPAs or that there isn’t a relationship between them. This is simply a method of grouping similar styles for competition purposes. English IPAs are grouped with other English-derived beers, and the stronger Double IPA is grouped with stronger American beers. The term “IPA” is intentionally not spelled out as “India Pale Ale” since none of these beers historically went to India, and many aren’t pale. However, the term IPA has come to be a balance-defined style in modern craft beer.

出典　Beer Judge Certification Program Beer Styleguidelines 2021年版 21.IPA
歴史的に振り返ると、20世紀後半のアメリカでのクラフトビール革命においては醸造家たちは（流行遅れになった）古いスタイルのビールを探し始め、1890年から1990年代までアメリカで作られていたP. Ballantine and Sons Brewing Company（P バランタインアンドサン ブルーイングカンパニー）のBallantine IPA（バランタインIPA）からインスピレーションを得たと言われる。 伝統的なIPAスタイルはアメリカ産ホップの強い風味と香りを再現するのに適していたとされる。
最初のアメリカンIPAと目されるもの一つのはAnchor Brewing Company（アンカーブルーイングカンパニー）のLiberty Ale（リバティエール）で、1975年に醸造されて以後今に至るまで販売されている。
21世紀になり、カリフォルニア州の沿岸部でWest Coast IPA（ウエストコーストIPA）と呼ばれるIPAのタイプが登場して人気を博し、以後IPA人気の礎を築く。クラフトビールライターのJeff Alworthによると、「1990 年代に IPA が人気になり始めたとき、表現力豊かな IPA に使用できるホップのほとんどすべてが、柑橘系から松系の香りと風味をもたらしました。」とし、それを乗り越えるものとしてこれらの風味に加えて、強い苦みとDunk（ダンク）と呼ばれる大麻の風味が備わっており、ドライでクリスピーだとされる。概ねこのように認識されていると考えて良いが、解釈に幅があり一意ではないことに注意が必要。
2023年5月23日、アメリカのBrewers Associationが最新のビアスタイルガイドラインを発表し、ウエストコーストスタイルIPAが追加された。スタイルが記述されたとはいえ、これで過不足無く記述したと言えるのか甚だ疑問が残る。2023 Brewers Association Beer Style Guidelinesから該当する部分を引用。
'West Coast-Style India Pale Ale

Color: Straw to gold

Clarity: Chill haze or hop haze is acceptable at low levels

Perceived Malt Aroma & Flavor: Low to medium-low. Caramel or roasted malt character should not be present

Perceived Hop Aroma & Flavor: High to very high, exhibiting a wide range of attributes including floral, piney, citrus, fruity (berry, tropical, stone fruit and other), sulfur, diesel-like, onion-garlic, catty, resinous and many others.

Perceived Bitterness: Medium-high to very high, but not harsh

Fermentation Characteristics: Fruity esters range from low to medium. DMS, acetaldehyde, and diacetyl should not be present. These beers are characterized by a high degree of attenuation.

Body: Low to medium

Additional notes: These beers are highly attenuated with an assertive hop character and a dry, crisp finish. While the West Coast India Pale Ale style has been around for some time, the style itself has progressed over time from original inception to modern day examples – this guideline serves to align directly with modern-day examples of the style.

Original Gravity (°Plato) 1.055-1.07 (13.5-17.1 °Plato) Apparent Extract/Final Gravity (°Plato) 1.005-1.016 (1.5-4.1 °Plato) Alcohol by Weight (Volume) 5-6 (6.3-7.5) Bitterness (IBU) 50-75 Color SRM (EBC) 2-6(4-12 EBC)

Additional notesの部分を訳せば「これらのビールは高発酵で、はっきりとしたホップの特徴とドライでさわやかな後味を持ちます。WCIPAはしばらく前から存在していますが、このスタイル自体は当初の始まりから現代の例に至るまで時間の経過とともに進歩してきました。このガイドラインはスタイルの現行品例と整合する役割を果たします。」となる。WCIPAはまだまだ流動的なものであって、歴史を通して一意に定式化出来ないから取り急ぎ現行品についての記述をしていると認めている。よって、スペックによって記述可能なものではなく、動態それ自体で示される文化的現象の発露と見るのが現状正しいと思われる。
なお、最新版である2024年バージョンのAdditional noteでは以下の説明と変更されている。

These beers are highly attenuated with an assertive hop character and a dry, crisp finish. Versions brewed with darker malts, non-traditional yeasts, fruits, spices, or other flavorings are categorized as Experimental India Pale Ale. Any use of thiolized yeasts, terpene blends or any other advanced hop products should not overwhelm the beer and should be in harmony with overall flavor profile

市販例としては、Firestone Walker Brewing Union Jackやインクホーンブルーイング 文鳥、WEST COAST BREWING Starwatcherが挙げられる。
ウエストコーストIPAに代表されるように、IPAというカテゴリー内に様々な亜種が作られるようになった。以下、初出が確認できる順に列挙。
それぞれ市販例も付記するが、海外のものはBJCPのCommercial Exampleを参照し、日本に輸入元が付いているものを基本として選定した。但し、限定品の場合もあり、国内に常時在庫があるとは限らない。また、日本のものは入手性の高いものを選定したつもりであるが、生産量の問題から常時在庫があるとは限らない。ビアスタイルとして珍しいものであることから、通年生産されない場合も多いことにも注意。
ブラックIPA
カスケーディアンダークエール（CDA）、またはアメリカンブラックエールとも呼ばれる。色味の黒いブラックIPAは他のIPAと同様にホップの苦味があるが、焙煎麦芽を使用しているため、より濃い麦芽の風味がある。バーモントパブ＆ブルワリーのグレッグ・ヌーナンは1990年代初頭にパブでのみ生ビールとして販売する初のブラックIPAを開発したが、米国で人気が出たのは2009年になってからだと言われる。発表時期と認知獲得に時間的ずれがあることに注意。
市販例：21st Amendment Brewery Back in Black、Deschutes Brewery Hop in the Dark CDA、箕面ビール「ボスざるIPA」、ヤッホーブルーイング「クラフトザウルス ブラックIPA」
ニューイングランドIPA
※ヘイジーIPAと同義。
市販例：WeldWerks Brewing  Juicy Bits、Toppling Goliath King Sue、UCHU BREWING「宇宙IPA」、WEST COAST BREWING「FULL HOP ALCHEMIST」、伊勢角屋麦酒「ねこにひき」
ホワイトIPA
アメリカンIPAとベルギースタイルのウィートビールの風味を組み合わせたもの。オレゴン州に拠点を置くデシューツ醸造所の醸造長ラリー・シドールと、ベルギー生まれでブールバード醸造所の醸造長スティーブン・パウエルズのコラボレーションにより2010年に誕生。市販例：Deschutes Brewery Chainbreaker White IPA
サワーIPA

ケトルサワーと呼ばれる手法を用いて酸味を与えたIPA。ケトルサワーではマッシングが完了した後、麦汁は醸造釜に移されるが、ホップを加える前に糖を乳酸に代謝するバクテリアである乳酸菌を添加する。通常1〜2 日だが、麦汁が望ましい酸のレベルに達したら沸騰させて菌の活動を止める。同じサワーIPAと呼ばれるが、ヘイジーIPAにより近いアプローチによって味わいも日本で市販されている乳酸菌飲料のようなものも現在作られている。
参考）　ゴーゼ　
市販例：pFriem Family Brewers  Sour IPA、Hudson Valley Brewery Incandenza、伊勢角屋麦酒「虹」
ミルクシェイクIPA

上述のヘイジーIPAにバニラ、乳糖（ラクトース）を加えてミルクシェイクのような味わいを再現したもの。2015年3月にデンマークのOmnipollo（オムニポロ）とアメリカのTired Hands Brewing（タイアードハンズブルーイング）のコラボレーションで生まれた。
市販例：Tired Hands Brewing Strawberry Milkshake IPA、UCHU Brewing「宇宙SHAKE」
コールドIPA

2018 年 10 月にアメリカのWayfinder Beer（ウェイファインダービール）によって発表された。ウエストコースト IPA の限界を押し広げるために、非常にドライでホップが効いているクリーンなビールを目指したとされる。IPAとあるけれども一般的なIPAとは異なり、ラガー酵母を使用している点に注意。先に存在しているIPL（India Pale Lager、インディアペールラガー）と同じものではないかという指摘もある一方で、発酵温度等に違いがあり、そこで区別されるという意見もる。市販例：Wayfinder Beer Cold IPA、志賀高原ビール「SHINING」
ヘイジーIPAが主流となり、これら亜種の幾つかは現在酒販店やパブで見かけなくなっているが、人気が無くなって廃れたと考えるのは早計であろう。数多あるビアスタイルのうちのロングテールに加わり、時折作られるものに変化したと考えるのが妥当であり、これらが古いスタイルとなって未来の醸造家に発掘される可能性は大いにある。
フルーツ、スパイス等の副原料を入れることは現状独立したスタイルとして認識されておらず、差別化の一手段として、主たるスタイルに対するオプションとして考えるのが妥当。
なお、IPAによく付属する接頭辞として、セッション、ダブル、トリプルがある。これらはアルコール度数を表すもので、一般的にスタンダードなものが5〜7.5%であるのに対してセッションは3〜5%、 ダブルは7.5〜10%、トリプルはそれ以上を指す。これらはIBUや使用するホップの量、比重に関する概念ではない。インペリアルはトリプルを同じものだと認識する人もいて、実際に使用されているが、インペリアルはかつてロシア帝国宮廷で人気を博したロシアンインペリアルスタウトという名称からの流用であり、アメリカンスタイルの流行に合わせて分かりやすくダブルの延長としてトリプルが用いられていると考えられる。より強いものを示すクアドルプル（Quadruple、Quadと略す場合もある、4倍の意）も近年用いられる。
これらアメリカンクラフトビールの文脈におけるセッション、ダブル、トリプルの語法では具体的な数値が付記され、客観性がある一方で、一般の飲み手にとっては「軽い、もしくは酔わない程度に弱い」、「強い」、「とても強い」という程度に関する主観的な意味で使われると考えて運用するのが妥当である。
ベルギーの修道院タイプのビールにもダブル、トリプル、クアドルプルという表記が見られるが、これはアメリカンクラフトビールの文脈とは別のものであり、意味が異なることに注意。これらは元々使用する麦芽の量での区別であるとされる。あくまでも麦芽の量であって、それがそのまま麦汁の比重や仕上がりの度数に比例するとは限らないが、最終的な度数はこの順で高くなる。
アメリカンIPAにおいてよく使われる手法としてドライホッピングが挙げられる。ドライホッピングはこれまでの通説としては主発酵後にホップを加えることを指す。この方法は苦味を大幅に増加させることなく、ビールにホップのアロマとフレーバーを強化する。発酵途中でのホップ投入もよく見られ、現在発酵途中であってもドライホッピングと捉えることが一般的。
ドライホッピングを2回行うことをダブルドライホッピング（Double Dry Hopping、略称DDH）、3回行うのをトリプルドライホッピング（Triple Dry Hopping、略称TDH）と呼ぶ。